# Voix (parti politique ukrainien)
Pour les articles homonymes, voir Voix.
Voix (ukrainien : Holos) est un parti politique ukrainien fondé en 2019 par le chanteur Sviatoslav Vakartchouk.

## Historique
Sviatoslav Vakartchouk lance le parti le 16 mai 2019, en vue des élections législatives de la même année, après avoir été pressenti pour se présenter à l'élection présidentielle.
Durant la campagne législative, le parti prône le renouvellement politique, à l'instar du nouveau président, Volodymyr Zelensky, avec lequel il n’entend cependant pas s’allier. Lors du scrutin législatif, Voix arrive en cinquième position, remportant 20 sièges,. Au soir des élections, Zelensky propose une alliance entre Voix et son parti, Serviteur du peuple, avant d'y renoncer en raison de l'ampleur de sa victoire.

## Résultats

### Élections législatives
| Année | Voix    | %    | Mandats  | Rang | Gouvernement |
| ----- | ------- | ---- | -------- | ---- | ------------ |
| 2019  | 851 722 | 5,82 | 20 / 450 | 5e   | Opposition   |

Liste des députés, avec leurs positions sur la liste
1. Sviatoslav Vakartchouk (fin de mandat le 26 juin 2020[8], à la suite de sa démission)
2. Ioulia Klymenko (uk)
3. Kira Roudyk
4. Iaroslav Jelezniak (uk)
5. Oleksandra Oustinova (uk)
6. Oleh Makarov (uk)
7. Iaroslav Iourtchychyne (uk)
8. Serhiy Rakhmanine (uk)
9. Solomiia Bobrovska (uk)
10. Olha Stefanichyna
11. Volodymyr Tsabal (uk)
12. Andriy Ossadtchouk (uk)
13. Roman Kostenko
14. Roman Lozynskyi (uk)
15. Inna Sovsun
16. Lesia Vasylenko
17. Roustem Oumierov
18. Andriy Charaskine (uk) (à partir du 6 novembre 2020[9], à la suite de la démission de Sviatoslav Vakartchouk)

- Nataliya Pipa (uk) (115e circonscription)
- Iaroslav Rouchtchychyne (uk) (117e circonscription)
- Halyna Vassyltchenko (uk) (118e circonscription)

### Élections locales
| Année | %    | Élus        | Rang |
| ----- | ---- | ----------- | ---- |
| 2020  | 0,80 | 338 / 42501 | 16e  |